# Manu Codjia

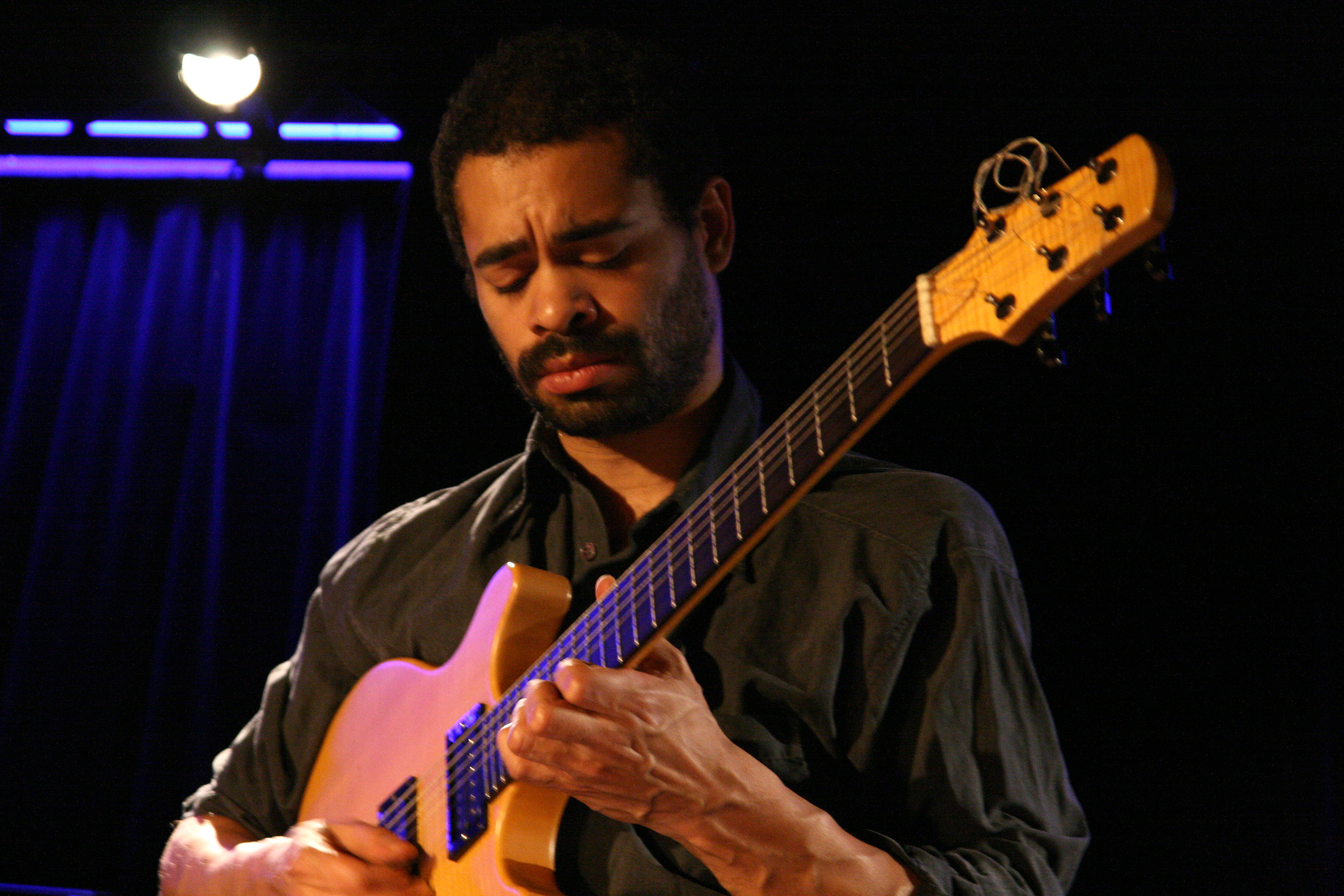
Manu Codjia, 2006

Emmanuel „Manu“ Codjia (* 25. September 1975 in Chaumont) ist ein französischer Jazz- und Fusionmusiker (Gitarre, Komposition). Er gehört mit Marc Ducret und Nguyên Lê zu den einflussreichen Gitarristen des Genres in Frankreich.

## Leben und Wirken
Codjia, Sohn französisch-ivorischer Eltern, begann mit zehn Jahren Gitarre zu spielen. Er nahm klassischen Unterricht, lernte durch seinen Lehrer aber auch die zentralen Jazzgitarristen kennen. Mit fünfzehn spielte er in lokalen Rockbands. Mit 18 Jahren ging er nach Paris, wo er von 1994 bis 2000 am National-Konservatorium studierte. Beim Jazzwettbewerb von La Défense spielte er 1999 in mehreren Bands, mit denen er die Spitzenplätze belegte.
Paolo Damiani holte ihn direkt nach seinem Studienabschluss ins Orchestre National de Jazz. Daniel Humair, Erik Truffaz und Henri Texier, der ihn in sein Strada Sextet aufnahm, wurden gleichfalls frühzeitig auf sein Talent aufmerksam. Auch spielte er bei Christophe Wallemme, Christophe Monniot, Matthieu Donarier, Gueorgui Kornazov, Rémi Vignolo, Simon Goubert, Christian Lété, Michel Benita, Leïla Olivesi und Chris Jennings. Seit 2007 legte er Alben unter eigenem Namen vor. 2015 errang er mit seinem Trio den BMW Welt Jazz Award. Auch gehört er zu dem Quintett Sfumatu von Émile Parisien. Für All About Jazz ist er einer der originellsten Fusiongitarristen.